# Gyakorisági eloszlások
A gyakorisági eloszlás egy olyan táblázat, amely az adatokat oly módon ábrázolja, hogy a különféle osztályokat a bal oldali oszlopba és a hozzájuk tartozó megfigyelések számát a jobb oldali oszlopba rendezi. Míg a kategorikus változók gyakorisága esetén maguk a kategóriák egyértelműen meghatározzák az osztályokat, numerikus változók esetén az optimális intervallumhossz meghatározása nem annyira magától értetődő.

## Gyakorisági eloszlás megalkotása
A numerikus adatokhoz tartozó gyakorisági eloszlás optimális intervallumhossza a következő két tényező figyelembevételével határozható meg: 1. Hány intervallumot kell használni, 2. Milyen szélesek legyenek az egyes intervallumok.
Az általánosan elterjedt gyakorlatban három szabálynak kell megfelelni a gyakorisági eloszlás megalkotása közben.

### 1. szabály: Intervallumok száma
A gyakorisági eloszlásokban használt intervallumok hosszára vonatkozóan az általános szabály az, hogy több adathoz több intervallumot míg kevesebb adathoz kevesebbet kell használni. A következő táblázat használható iránymutatóként.
| Minta mérete      | Intervallumok száma |
| ----------------- | ------------------- |
| Kevesebb, mint 50 | 5-7                 |
| 51-500            | 7-10                |
| 501-5000          | 10-14               |
| Több, mint 5001   | 14-20               |

### 2. szabály: Az intervallumok szélessége
Az intervallumok számának meghatározása után következő lépés az intervallumok szélességének meghatározása, amire a következő formula alkalmazható:
{\displaystyle h={{X_{max}-X_{min}} \over {n}}}
ahol {\displaystyle h} az intervallum szélessége, {\displaystyle X_{max}} a legnagyobb, {\displaystyle X_{min}} a legkisebb érték, {\displaystyle n} pedig az intervallumok száma.
A könnyebbség kedvéért az intervallumok szélessége többnyire egész számra kerekített. Egy gyakorisági eloszláson belül használt intervallumok szélességének azonosnak kell lennie.

### 3. szabály: Az intervallumoknak minden értéket le kell fedniük, átfedések nélkül.
Az intervallumoknak minden értéket le kell fedniük, átfedések nélkül. Minden egyes értéknek valamelyik intervallumhoz kell tartoznia és nem tartozhat több intervallumba is. Éppen ezért az intervallumok határait világosan meg kell határozni.

## Speciális gyakorisági eloszlások

### Relatív gyakorisági eloszlás
A relatív gyakorisági eloszlás úgy hozható létre, ha az egyes osztályokhoz tartozó gyakoriságokat az összes megfigyeléshez viszonyított százalékként fejezi ki.

### Kumulatív gyakorisági eloszlás
A kumulatív gyakorisági eloszlás nem az intervallumokhoz tartozó gyakoriságot ábrázolja, hanem azoknak az értékeknek a gyakoriságát ábrázolja amelyek kevesebbek az adott intervallum felső határértékénél.

### Relatív kumulatív gyakorisági eloszlás.
A relatív kumulatív gyakorisági eloszlás az adott intervallum felső határértékénél kevesebb értékek gyakoriságát mutatja be az összes megfigyeléshez viszonyított százalékként.
| Mobiltelefon használat (perc) | Gyakoriság | Relatív gyakoriság ( % ) | Mobiltelefon használat (Intervallum meghatározás kumulatív gyakoriságokhoz) (perc) | Kumulatív gyakoriság | Relatív kumulatív gyakoriság ( % ) |
| ----------------------------- | ---------- | ------------------------ | ---------------------------------------------------------------------------------- | -------------------- | ---------------------------------- |
| 220-229                       | 5          | 4,5                      | <230                                                                               | 5                    | 4,5                                |
| 230-239                       | 8          | 7,3                      | <240                                                                               | 13                   | 11,8                               |
| 240-249                       | 13         | 11,8                     | <250                                                                               | 26                   | 23,6                               |
| 250-259                       | 22         | 20                       | <260                                                                               | 48                   | 43,6                               |
| 260-269                       | 32         | 29,1                     | <270                                                                               | 80                   | 72,7                               |
| 270-279                       | 13         | 11,8                     | <280                                                                               | 93                   | 84,5                               |
| 280-289                       | 10         | 9,1                      | <290                                                                               | 103                  | 93,6                               |
| 290-299                       | 7          | 6,4                      | <300                                                                               | 110                  | 100                                |

## Gyakorisági eloszlások grafikus ábrázolása
A hisztogram egy olyan diagram, amely a gyakoriságokat a vízszintes tengelyen elhelyezett függőleges oszlopokkal jelöli. az oszlopdiagrammal ellentétben, mely kategorikus adatok gyakoriságát ábrázolja, az oszlopok egymáshoz érnek, ezzel is jelezve az adatok folytonosságát.

### Gyakorisági poligon
A gyakorisági poligon a gyakoriságokat a vízszintes tengelyen elhelyezett intervallumok középpontjára merőleges képzeletbeli vonalon helyezi el a gyakoriságnak megfelelő magasságában megrajzolt ponttal, a pontokat többnyire vonal köti össze.

### Szár-levél diagram
A szár-levél diagram egy kézzel könnyen és gyorsan felvázolható diagram, ami elsősorban a számítógépes statisztikai programok megjelenése előtt volt széles körben elterjedt. Az adatok a kezdő számjegyeik alapján csoportosítottak (ezt hívják szárnak), míg az utolsó számjegyek (levelek) a csoportjuknak megfelelő sorban, növekvő sorrendben vannak felsorolva
| Szár Elért pontok első két számjegye | Levél Elért pontok utolsó számjegyei |
| ------------------------------------ | ------------------------------------ |
| 21                                   | 2                                    |
| 22                                   | 2 9                                  |
| 23                                   | 3 4 5 9                              |
| 24                                   | 0 1 3 4 7 9                          |
| 25                                   | 1 2 3 5 5 7                          |
| 26                                   | 1 1 1 2 6                            |
| 27                                   | 1 2 3 5 6 8                          |
| 28                                   | 0 2 3 4 4 4 5 6 9 9                  |
| 29                                   | 0 1 2 2 4 4 4 5 7 7 7                |
| 30                                   | 1 1 1 2 6 7 8 8 8 9                  |
| 31                                   | 0 1 1 1 2 4 5 6 8                    |
| 32                                   | 1 1 4 5 6 8 9                        |
| 33                                   | 1 2 3 5 7 8 8 9                      |
| 34                                   | 0 0 1 1 1 3 3 3 4 6                  |
| 35                                   | 1 6 7 7                              |
| 36                                   | 0 1 2 5 5 6 6 8 8                    |
| 37                                   | 2 3                                  |
| 38                                   | 0 7                                  |